# 米格-9戰鬥機
米格-9戰鬥機是蘇聯在第二次世界大戰之後研發的第一代噴射戰鬥機，第一架原型機於1946年4月首度試飛。
米格-9的設計是雙發動機，中單翼，水平尾翼的位置位於機背上方，高於機翼。由於蘇聯在噴射發動機的研發受到德國入侵而中斷，因此戰後的進度比起德國，英國與美國來說較為落後。這架飛機使用擄獲自德國的BMW 003發動機，機首進氣，發動機安裝在機身下方，可是排氣口位於機身中段偏後的部位，和現在常見位於機尾的排氣口有很大的差別。
米格-9由1946年開始生產並且進入蘇聯空軍服役，一共生產610架。除了自己使用以外，還有少量外銷到中国人民解放軍空軍，由於當時中華民國空軍不断空襲中國大陸的上海等城市，故由1950年11月起蘇聯空軍派出4個師的米格-9駐防上海，北京和廣州等城市，但不久就被米格-15取代，1951年這些米格-9飛機全部移交解放军。
但本機因為航程較短，主要用來訓練飛行員熟習噴射戰鬥機的操作，解放军使用至1956年，現在北京航空航天大學和北京小湯山航空博物館各收藏了一架。

## 基本資料
- 乘員：1人
- 全長：9.75米
- 翼展：10米
- 全高：2.8米
- 空重：3,330公斤
- 最重：5,070公斤
- 最快速度：950公里/小時
- 航程：1,000公里
- 昇限：13,000米

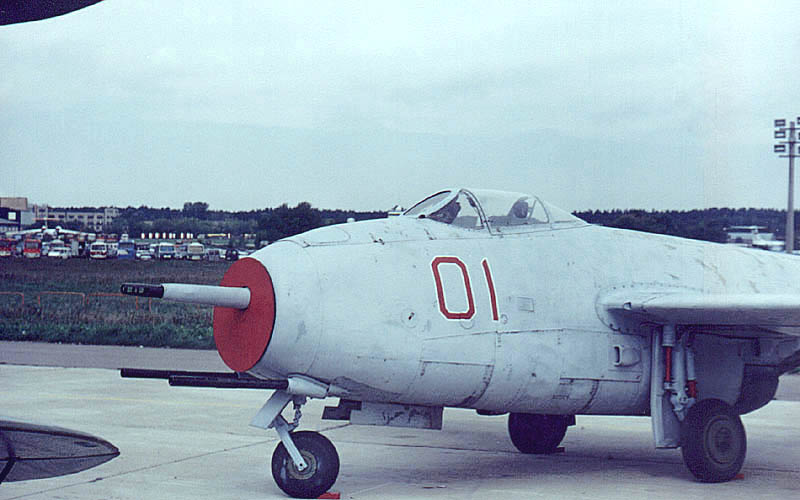
MiG-9

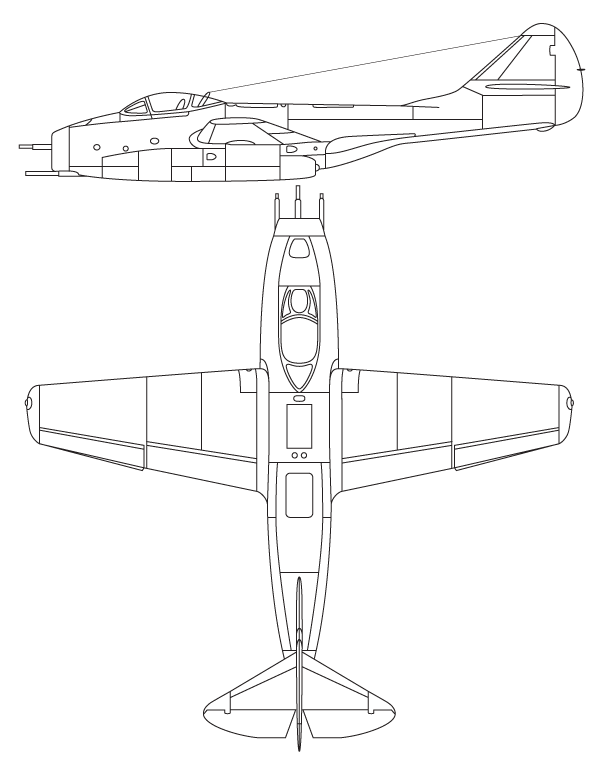
MiG-9戰鬥機三視圖

- 發動機：2具RD-20A（BMW 003）轴流式涡轮喷气發動機（单台最大推力7.8kN/1800lbf）
- 武裝：2支NS-23 23毫米口徑機炮+1支N-37 37毫米口徑機炮

## 使用國家
- 苏联
- 中华人民共和国

### 米高揚設計序列
- 螺旋槳式飛機

米格-1 | 米格-3 | 米格-5 | 米格-7
- 噴氣式飛機

米格-9 | 米格-13 | 米格-15 | 米格-17 | 米格-19 | 米格-21 | 米格-23 | 米格-25 | 米格-27 | 米格-29 | 米格-31 | 米格-33 | 米格-35 | 米格1.44

## 外部連結
- 米格－9（MiG-9）噴氣式殲擊機[永久]